# Maha Nakhon
Maha Nakhon (thailändisch มหานคร, „große Stadt“ oder „Metropole“, Aussprache: [máhǎː nákʰɔːn]) ist mit 313 Metern und 77 Etagen das zweithöchste Gebäude in Bangkok. Baubeginn an der Skytrain-Station Chong Nonsi im Bezirk Bang Rak war 2011, die offizielle Eröffnung fand am 29. August 2016 statt. Architekt ist der deutsche Ole Scheeren, der zu Beginn des Projekts noch Partner des Office for Metropolitan Architecture (OMA) war.
Das Projekt besteht aus dem Turm sowie einem siebengeschossigen, würfelförmigen Nebengebäude namens Cube. Dieses wurde bereits Ende 2013 fertiggestellt und Anfang 2014 eröffnet; es beherbergt Einzelhandelsgeschäfte und Restaurants (darunter ein Restaurant des französischen Sternekochs Joël Robuchon).
Die Fassade des Hauptgebäudes ist durch ein spiralförmiges Band versetzter, kastenförmiger Elemente geprägt, die Terrassen und Balkone ermöglichen und von fern den Eindruck einer in die Oberfläche gemeißelten, „verpixelten“ Helix erzeugen. Der Großteil der Fläche wird für 200 Apartments mit hotelähnlichem Service der Kette Ritz-Carlton genutzt werden, es soll aber auch ein Fünf-Sterne-„Boutiquehotel“ mit 150 Zimmern (in Zusammenarbeit mit Marriott International und dem amerikanischen Hotelunternehmer Ian Schrager) sowie eine Dachbar untergebracht werden.
Bei seiner Fertigstellung war Maha Nakhon das höchste Gebäude Thailands, zwei Jahre später wurde es vom einen Meter höheren Magnolias Waterfront Residences Tower 1 überholt.
2018 gehörte das Gebäude zusammen mit dem schließlichen Sieger Torre Reforma sowie Beirut Terraces, Chaoyang Park Plaza und Oasia Hotel Downtown zu den fünf Finalisten beim Frankfurter Internationalen Hochhauspreis.